# Natura (tijdschrift)
Natura is een Nederlands tijdschrift voor natuurstudie en natuurbescherming. Het wordt sinds 1903 uitgegeven door de Koninklijke Nederlandse Natuurhistorische Vereniging (KNNV) en is tevens verenigingsblad. Het verschijnt zesmaal per jaar.

## Oorsprong
Natura is de voortzetting van het Maandblad van de Nederlandse Natuurhistorische Vereniging, dat als bijlage bij het blad De Levende Natuur verscheen onder redactie van H. Burger en Eli Heimans. Dit blad bevatte uitvoerige excursieverslagen en was tegelijk correspondentieorgaan voor de nog jonge vereniging NNV, voorloper van de KNNV.
In 1906 verscheen het blad voor het eerst onder de titel Natura, met als redacteuren H.J. Calkoen en J. Jaspers. Door onafhankelijk van 'De Levende Natuur' te opereren kon het blad met de striktere regelmaat van tweemaal per maand verschijnen. De inhoud bleef gelijk.

## Ontwikkeling
Het blad was vooral bedoeld om biologische waarnemingen en nieuws uit de vereniging en de afdelingen uit te wisselen. Tegelijkertijd verschenen er ook door hoogleraren gemaakte referaten over artikelen in wetenschappelijke tijdschriften in. Geregeld was er discussie over de vraag hoeveel ruimte er moest zijn voor de excursieverslagen en zelfs over het bestaansrecht van het blad. In 1910 werd de frequentie vastgesteld op eenmaal per maand en de omvang van het blad werd in de volgende jaren ongeveer gehalveerd. Langzamerhand ontstond er een traditie om themanummers uit te brengen, bijvoorbeeld over Eli Heimans, Hugo de Vries, Gelderland, kieviten, plantensociologie, vogeltrek en natuurbescherming. Juist deze themanummers (naast de referaten) brachten kennis van amateur- en professionele biologen samen en stimuleerden de kennisontwikkeling over natuur(bescherming) onder natuurliefhebbers.
In de loop van de twintigste eeuw werden de artikelen wetenschappelijker. Ook kwam het thema natuurbescherming vaker aan de orde. Nadat Natura in 1943 van de bezettingsautoriteiten de opdracht had gekregen (-en geweigerd-) een oproep te plaatsen voor de SS, verscheen het blad twee jaar niet. Na de oorlog herrees Natura, hoewel de discussie over het belang van het blad bleef terugkomen. Ondertussen ontwikkelde het zich in de richting van een professioneel ogend periodiek met een betere opmaak en (kleuren) illustraties. De frequentie werd teruggebracht tot zesmaal per jaar.
Anno 2012 richt het blad zich op de belangstellingssfeer en het niveau van amateurnatuurliefhebbers. Dit blijkt onder meer uit de diepgang van de artikelen, die meer aangepast zijn aan het gemiddeld niveau van de leden van de KNNV dan die in het verwante blad 'De Levende Natuur'. Het is door het ontbreken van wetenschappelijke ambities een podium voor amateurbiologen. 